# San Antonio, Quezon
San Antonio là một đô thị cấp năm ở tỉnh Quezon, Philippines. Theo điều tra dân số năm 2007, đô thị này có dân số 30.023 người .

## Các đơn vị hành chính
San Antonio, về mặt hành chính, được chia thành 20 khu phố (barangay).
| - Arawan - Bagong Niing - Balat Atis - Briones - Bulihan - Buliran - Callejon - Corazon - Manuel del Valle, Sr. - Loob | - Magsaysay - Matipunso - Niing - Poblacion - Pulo - Pury - Sampaga - Sampaguita - San Jose - Sinturisan |